# Kontcha
Kontcha è un comune del Camerun, che fa parte del dipartimento di Faro-et-Déo nella regione di Adamaoua.